# 백흥수
백흥수(白興秀, 1941년 6월 20일 ~ )는 대한민국의 바둑 기사이다.

## 약력
1963년에 입단했다. 1967년 제2기 왕좌전 본선과 1969년 국수전, 왕위전, 최고위전 본선에 진출했다. 그리고 1971년 국수전 본선에 오른데 이어 1973년과 1974년 국수전 본선에 2년 연속으로 진출했다. 1977년 최고위전 본선에 올랐으며 1995년 1월에 5단으로 승단하였다. 2004년 제1기 전자랜드배 왕중왕전 봉황부 16강에 진출했다. 2016년 4월, 6단으로 승단했다.